# Korleone (porodica)
Porodica Korleone je izmišljena mafijaška porodica iz romana Kum. Porodica je poreklom sa Sicilije, iz mesta Korleone, a sada je u Njujorku, kao najmoćnija mafijaška porodica u regionu. Osnivač porodice je Vito Korleone, koji je sa Sicilije imigrirao u Sjedinjene Američke Države.

## Članovi porodice
- Karmela Korleone — žena Vita Korleonea
- Santino (Soni) Korleone — najstariji sin Vita Korleonea
- Tom Hegen — usvojeni sin Vita Korleonea
- Frederiko (Fred) Korleone — srednji sin Vita Korleonea
- Majkl Korleone — najmlađi sin Vita Korleonea
- Konstanca Korleone — ćerka Vita Korleonea
- Frenk Korleone — unuk
- Santino Korleone (mlađi) — unuk
- Frančeska Corleone - unuka
- Katarina Korleone - unuka
- Vinsent Korleone — unuk
- Antoni Korleone — unuk
- Meri Korleone — unuka
- Vikotor Rici- unuk
- Majkl Rici- unuk